# Ferdinando Mezzasoma
Ferdinando Mezzasoma (Roma, 3 de agosto de 1907-Dongo, 28 de abril de 1945) fue un político y periodista italiano. Militante fascista desde su juventud, llegaría a ejercer como Ministro de Cultura Popular de la República Social Italiana.

## Biografía
Nacido en 1907, en Roma, en su juventud se convirtió en un apasionado partidario de Benito Mussolini. Ingresó en el Partido Nacional Fascista en 1931, donde ocuparía diversos puestos en el seno de la burocracia fascista; su ascenso le llevaría a convertirse en uno de los líderes del partido en Perugia, hacia mediados de la década de 1930.
Colaborador de las publicaciones Dottrina Fascista y Roma Fascista, en 1934 fue editor de Assalto.
Llegaría a convertirse en vicesecretario del Partido Nacional Fascista, en febrero de 1939. También llegó a ejercer como director general de Prensa. Durante la Segunda Guerra Mundial se alistó como voluntario en el ejército.
Tras la caída del régimen de Mussolini, en 1943, Mezzasoma se mantuvo fiel al duce italiano. Sería nombrado ministro de Cultura Popular de la recién creada República Social Italiana, cargo que desempeñaría entre 1943 y 1945. Capturado por los partisanos hacia el final de la guerra, fue fusilado en Dongo el 28 de abril de 1945 junto a una docena de dirigentes fascistas.